# Matej Rudan
Matej Rudan (Zagabria, 21 marzo 2001) è un cestista croato.

## Palmarès
- Coppa di Germania: 1

Bayern Monaco: 2020-2021